# 托马斯·亚当斯 (政治家)
托馬斯·亞當斯（英語：Thomas Adams，1730年—1788年8月）是一位維吉尼亞州的政治家及商人，亦是美国开国元勋之一。他代表維吉尼亞州參加大陆会议並簽署邦联条例。

## 早年生平
亞當斯大約1730年生於維吉尼亞殖民地新肯特縣，是艾比尼澤和塔碧莎·考克尼的兒子。他的父親艾比尼澤來自伦敦，1714年在維吉尼亞定居，並收到來自亨利科縣和新肯特縣的補助金。亞當斯畢業於當地的公立學校。

## 職業生涯
他的第一份工作是于1757年至1761年擔任亨利科縣的書記員以及該教區的教區委員。後成爲維吉尼亞市民院議員，且直至1762年擔任教堂典獄官。亞當斯在英格蘭擁有大面積的商業利益，并于1762年至1774年定居於此。
在爆發美國革命之前，亞當斯于1774年重返維吉尼亞的住所，擔任新肯特縣安全委員會委員長並於1774年5月27日在維吉尼亞議員院簽署維吉尼亞協議。亞當斯還于1778年至1779年代表維吉尼亞州參加大陸會議，並簽署邦聯條例。

## 晚年
1780年，亞當斯移居至奧古斯塔縣，在那裏他于1784年至1787年分別選舉成爲第9屆、第10届和第11屆維吉尼亞州參議院議員。他與伊麗莎白（方特洛伊）·考克尼結婚，並生下一子，即鮑勃·考克尼。亞當斯于1788年8月逝世于自己坐落於奧古斯塔縣的莊園“牛場”。還有一种説法認爲亞當斯于1788年10月逝世。

## 外部鏈接
- 托马斯·亚当斯 (政治家)－美國國會國家人物傳記大辭典